# Solarolo Monasterolo
Solarolo Monasterolo è l'unica frazione di Motta Baluffi in provincia di Cremona, posta ad ovest del centro abitato.

## Storia
La località era un piccolo villaggio agricolo di antica origine del Contado di Cremona con 390 abitanti a metà Settecento.
In età napoleonica, dal 1810 al 1816, Solarolo Monasterolo fu già frazione di Motta Baluffi, ma recuperò però l'autonomia con la costituzione del Regno Lombardo-Veneto, allorquando le fu aggregata Stagno Pallavicino, una striscia di territorio in riva al Po che già Napoleone aveva staccato dal Ducato di Parma.
All'unità d'Italia nel 1861, il comune contava 912 abitanti.
Nel 1868 il comune di Solarolo Monasterolo venne definitivamente annesso al comune di Motta Baluffi.